# Celestus striatus
Celestus striatus — вид веретільницеподібних ящірок родини Diploglossidae. Ймовірно, був ендеміком Ямайки, однак вимер.

## Поширення і екологія
Celestus striatus відомі лише за типовим зразком, зібраним на Ямайці.

## Збереження
Celestus striatus, ймовірно, вимерли внаслідок знищення природного середовища і хижацтва з боку малих індійських мангустів.